# Književnost u 1678.
◄◄ | ◄ | 1675. | 1676. | 1677. | 1678.  | 1679. | 1680. | 1681. | ► | ►►
Arhitektura • Astronomija • Biologija • Glazba • Kazalište • Kemija • Kiparstvo • Knjige • Književnost • Kršćanstvo • Medicina • Politika • Pravo • Promet • Slikarstvo • Znanost
Književnost u 1678.

## Hrvatska i u Hrvata

### Smrti
- 27. studenog – Juraj Habdelić, hrvatski katolički svećenik, isusovac, duhovni pisac, propovjednik i leksikograf (* 1609.)

## Vanjske poveznice
|  | Zajednički poslužitelj ima još gradiva o temi Književnost u 1678. |